# Список глав государств в 805 году
Список глав государств в 804 году — 805 год — Список глав государств в 806 году — Список глав государств по годам

## Азия
- Аббасидский халифат — Харун ар-Рашид, халиф (786—809)
- Абхазское царство — Леон II, царь (767—811)
- Бохай (Пархэ) — Да Сунлинь (Кан-ван), ван (795—808)
- Вайтхали[англ.] — Маха Тенг Санда, царь[англ.] (788—810)
- Индия — 
  - Венги (Восточные Чалукья) — Вишнувардхана IV, махараджа (772—806)
  - Гурджара-Пратихара — Нагабхата II, махараджа (800—833)
  - Западные Ганги — Шривамара II, махараджа (788—816)
  - Кашмир — Джаяпида, махараджа[нем.] (ок. 779 — ок. 813)
  - Пала — Дхармапала, царь (770—810)
  - Паллавы (Анандадеша) — Дантиварман, махараджа (795—830)
  - Пандья — Варагунан I, раджа (800—830)
  - Парамара[англ.] — Упендра, махараджа[англ.] (800—818)
  - Раштракуты — Говиндараджа III Прабхугаварша, махараджадхираджа (793—814)
- Индонезия — 
  - Матарам (Меданг) — Самарагравира, шри-махараджа (ок. 800 — ок. 819)
  - Сунда — Пукукбуми Дармесвара, король (795—819)
  - Шривиджайя — Самаратунгга, махараджа (792—835)
- Кахетия — Григол, князь[англ.] (786—827)
- Китай (Династия Тан) — 
  - Дэ-цзун (Ли Ко), император (779—805)
  - Шунь-цзун (Ли Сун), император (805)
  - Сянь-цзун (Ли Чунь), император (805—820)
- Кхмерская империя (Камбуджадеша) — Джаяварман II, император (ок. 770 — ок. 835)
- Наньчжао — Сяохэн-хуанди (Мэн Имоусюнь), ван (779—808)
- Паган — Со Кин Нит, король[англ.] (802—829)
- Раджарата (Анурадхапура) — Махинда II, король (787—807)
- Силла — Эджан, ван (800—809)
- Табаристан (Баванди) — Шахрияр I, испахбад (797—825)
- Тибет — Тидесронцан, царь (ок. 799 — ок. 815)
- Тямпа — Хариварман I, князь (ок. 803 — ок. 820)
- Уйгурский каганат — 
  - Кутлуг II, каган (795—805)
  - Кюлюг-Бильге-хан, каган (805—808)
- Япония — Камму, император (781—806)

## Америка
- Караколь — Кинич-Йой-Кавиль, царь (798 — 810)
- Мутульское царство (Тикаль) — Юкном-Чен, царь (ок. 790 — ок. 810)
- Шукууп (Копан) — Йаш-Пасах-Чан-Йо’паат, царь (763 — ок. 810)
- Яшчилан (Пачан) — Кинич-Татбу-Холь III, божественный царь (ок. 800 — ок. 808)

## Африка
- Гао — Айам Занка, дья (ок. 800 — ок. 830)
- Берегватов Конфедерация — Ильяс ибн Салих, король (ок. 792 — ок. 842)
- Идрисиды — ас-Сагир Идрис ибн Идрис, халиф Магриба (791—828)
- Ифрикия (Аглабиды) — Ибрагим I ибн аль-Аглаб, эмир (800—812)
- Канем — Дугу, маи (ок. 784 — ок. 835)
- Макурия — Хаель-Михаил, царь (ок. 790 — ок. 810)
- Некор[англ.] — Салих II ибн Саид, эмир[англ.] (803—864)
- Рустамиды — Абд ал-Ваххаб ибн Абд ар-Рахман, имам (787—823)
- Сиджильмаса — Абу-л-Мунтамир ал-Йаса, эмир (790—823)

## Европа
- Аквитания — Людовик I Благочестивый, король (781—814)
  - Барселона — Бера, граф (801—820)
  - Васкония — Санш I Луп, герцог (ок. 801 — ок. 812)
  - Жирона — Одилон, граф (ок. 801 — ок. 817)
  - Каркассон — Белло, граф (790—810)
  - Памплона — Веласко, граф (799—816)
  - Конфлан и Разес — Бера, граф (790—814)
  - Руссильон — Госельм, граф (ок. 801 — 832)
  - Септимания — Гильом Желонский, герцог (801—806)
  - Тулуза — Гильом Желонский, граф (790—806)
  - Осона, Урхель и Серданья — Боррель, граф (798 — ок. 820)
- Англия — 
  - Восточная Англия — Кенвульф, король (798—821)
  - Думнония — Гернам ап Освальд, король (790—810)
  - Кент — Кутред, король (798—807)
  - Мерсия — Кенвульф, король (796—821)
  - Нортумбрия — Эрдвульф, король (796—806, ?808—810)
  - Уэссекс — Эгберт, король (802—839)
  - Эссекс — Сигеред, король (798—812)
- Астурия — Альфонсо II Целомудренный, король (791—842)
- Болгарское царство — Крум, хан (802—814)
- Венецианская республика — Антенорео Обелерио, дож (804—809)
- Византийская империя — Никифор I, император (802—811)
  - Неаполь — Анфим, герцог (801—818)
- Волжская Булгария — Тукый, хан (ок. 765 — 815)
- Дания — Гудфред, король (ок. 803 — 810)
- Ирландия — Аэд Посвящённый, верховный король (797—819)
  - Айлех — Аэд Посвящённый, король (788—819)
  - Коннахт — Муиргиуса, король (786—815)
  - Лейнстер — 
    - Финснехта Четырёхглазый, король (795—805, 806—808)
    - Муйредах мак Брайн, король (805—806)
    - Муйредах мак Руадрах, король (805—806, 808—829)

  - Миде — Конхобар мак Доннхада, король (802—833)
  - Мунстер — Артри, король (ок. 796 — ок. 821)
  - Ольстер — Эохайд мак Фиахнай, король (790—810)
- Кордовский халифат — Аль-Хакам I, эмир (796—822)
- Италийское королевство — Пипин, король (781—810)
  - Беневенто — Гримоальд III, князь (787—806)
  - Сполето — Винигиз, герцог (788—822)
  - Фриуль — Гунфрид I, герцог (799 — ок. 808)
- Паннонская Хорватия — Войномир, герцог (791—810)
- Папская область — Лев III, папа римский (795—816)
- Саксы — Видукинд, вождь (777—810)
- Сербия — Вишеслав, князь (768—814)
- Уэльс —
  - Брихейниог — 
    - Грифид ап Элисед, король (770—805)
    - Теудр ап Грифид, король (805—840)

  - Гвент — Атруис III ап Фарнвайл, король (775—810)
  - Гвинед — Кинан Диндайтуи ап Родри, король (798—814)
  - Гливисинг — Артвайл Старый, король (785—825)
  - Дивед — Райан ап Маредид, король (798—814)
  - Поуис — Каделл ап Брохвайл, король (773—808)
  - Сейсиллуг — Меуриг ап Дивнуал, король (770—807)
- Франкское государство — Карл Великий, император Запада (800—814) 
  - Ванн — Фродоальд, граф (799 — ок. 813)
  - Нант — Ги Нантский, граф (ок. 786 — 818)
  - Овернь[англ.] — Иктерий, граф (778 — ок. 818)
  - Отён — Хильдебранд III, граф (ок. 796 — 815)
  - Пуатье — Аббон, граф (778 — ок. 811)
  - Шалон — Гверин I, граф (ок. 765 — ок. 819)
- Хазарский каганат — Обадия, бек (ок. 786 — ок. 809)
- Шотландия —
  - Дал Риада — Коналл мак Тадг, король (805 — ок. 807)
  - Пикты — Константин, король (789—820)
  - Стратклайд (Альт Клуит) — Кинан ап Ридерх, король (798—816)

- Карл Великий 
 768—814 
 Император Запада
- Харун аль-Рашид 
 786—809 
 Аббасидский халиф
- Людовик I Благочестивый 
 781—814 
 Король Аквитании
- Дэ-цзун 
 779—805 
 Император Китая
- Крум 
 802—814 
 Хан Болгарии
- Альфонсо II 
 791—842 
 Король Астурии
- Камму 
 781—806 
 Император Японии
- Никифор I 
 802—811 
 Император Византии
- Эгберт 
 802—839 
 Король Уэссекса
- Видукинд 
 777—810 
 Вождь саксов
- Антенорео Обелерио 
 804—809 
 Дож Венеции
- Гильом Желонский 
 801—806 
 Герцог Септимании
- Лев III 
 795—816 
 Папа римский